# Bustillo del Páramo
Pour les articles homonymes, voir Bustillo.
Bustillo del Páramo est une commune d'Espagne dans la province de León, communauté autonome de Castille-et-León. Elle s'étend sur 71,77 km2 et comptait environ 1 448 habitants en 2011.